# A Lanterna

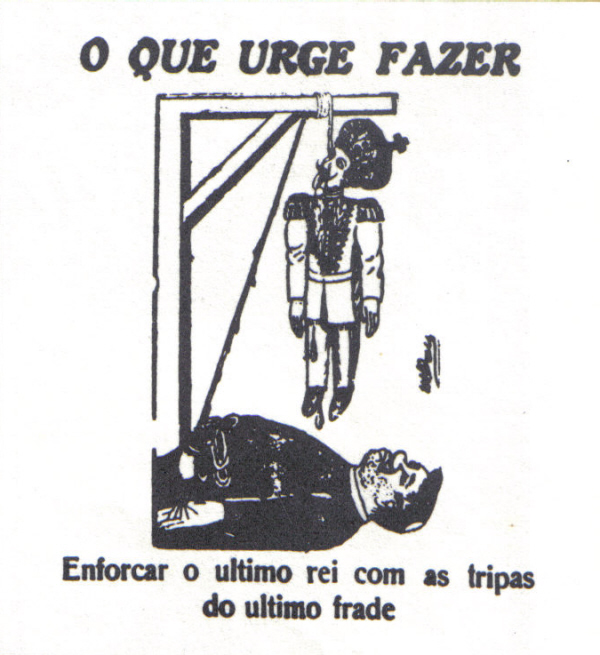
Cartum anarquista publicado em 1916 no jornal A Lanterna

A Lanterna foi um periódico anarquista fundado por Benjamim Mota, cuja temática principal era o anticlericalismo. Publicado no Brasil no início do século 20 em três fases distintas, foi dirigido por Benjamim Mota de 1901 a 1904, e por Edgard Leuenroth de 1909 a 1916 e de 1933 a 1935. Nele José Oiticica publicou seu primeiro texto anarquista. O jornal teve um suplemento semanal chamado O Livre Pensador, suplemento que depois circulou como jornal entre 1903 e 1909 e entre 1914 e 1915, também anticlerical. O jornal O Livre Pensador tinha como responsáveis Everardo Dias (proprietário e editor) e Antonio Garcia Vieira (diretor e sócio).